# Telegram (telegrafie)

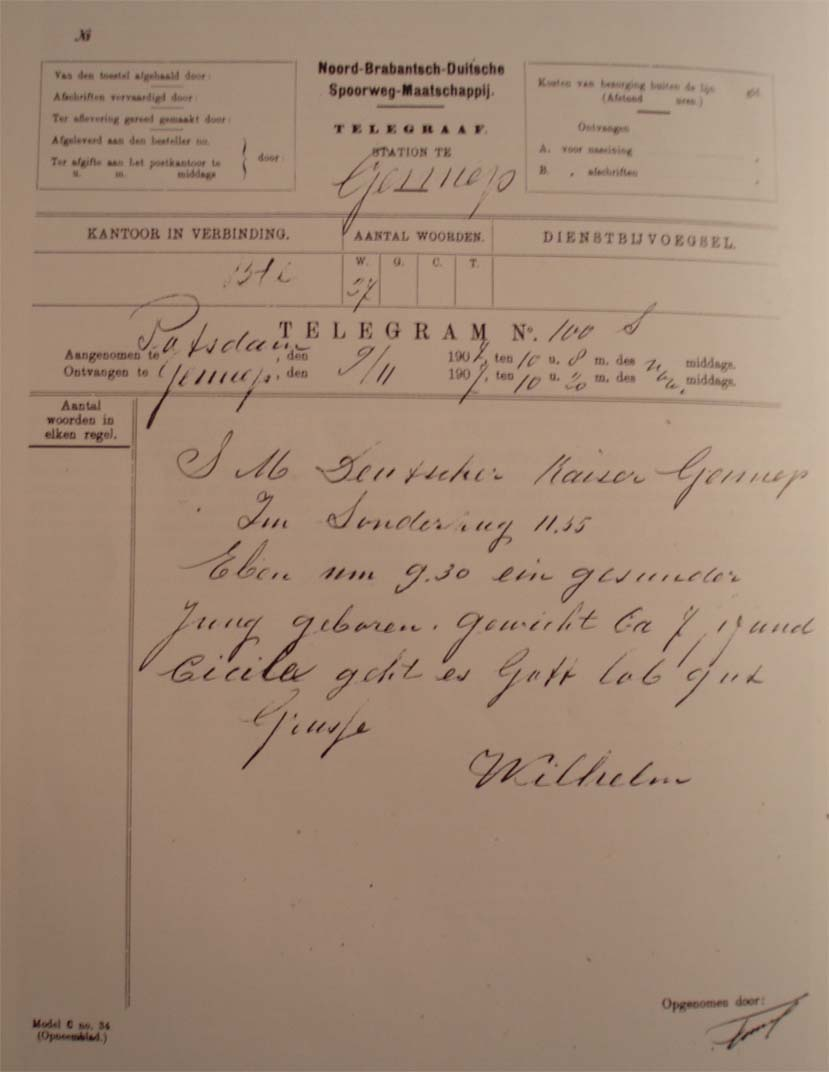
Wilhelm II ontvangt in 1907 op Station Gennep het telegram dat zijn kleinzoon geboren is

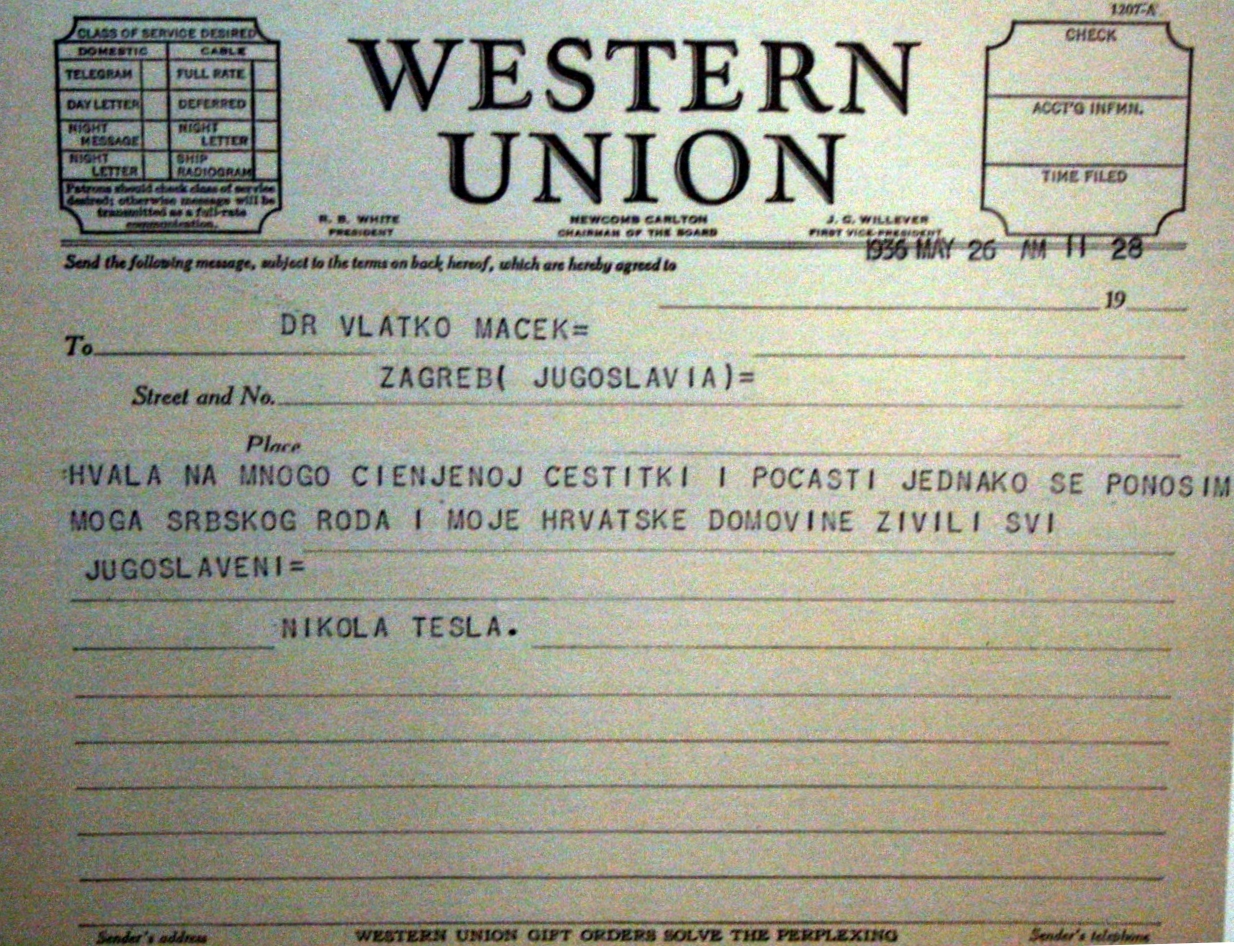
Een telegram van Nikola Tesla uit 1936

Een telegram is een tekstbericht dat over lange afstanden wordt verstuurd door gebruik te maken van een elektrische telegraaf, vanwege de snelheid die daarmee voor de communicatie kan worden bereikt. Met de telegraaf werden elektrische stroomstootjes opgewekt die in allerlei verschillende combinaties voor letters uit het alfabet staan en via kabels werden verzonden. Naarmate de techniek vorderde zetten de apparaten de letters automatisch om in seinen en omgekeerd, de verreschrijver, vanwaaruit de telex werd ontwikkeld en later e-mail en internet.
Kenmerken van een telegram zijn: snelheid, betrouwbaarheid en rechtsgeldigheid.

## Benaming
Het woord 'telegram', samengesteld uit de Griekse woorden 'tele' (ver) en 'gramma' (brief of schrijfsel), werd in 1852 bedacht door de Amerikaan Erasmus Peshine Smith uit Rochester, N.Y. In de Albany Evening Journal van 6 april, 1852 stelde hij dit nieuwe woord voor ter vervanging van ‘telegraphic dispatch’ of ‘telegraphic communication’.
Het duurde jaren voordat het woord telegram ook in Nederland gebruikt werd. Bij de Rijkstelegraaf, die in december 1852 van start ging, sprak men de eerste jaren nog uitsluitend over ‘telegrafisch berigt’. Pas in 1879 is ‘berigt’ in de officiële stukken geheel en al vervangen door telegram.

## Vorm
Een telegram bestaat uit drie delen:
- de ambtelijke inleiding of ‘kop’ met het kantoor van verzending, een volgnummer, het woordental en de datum en tijd van aanneming en eventuele dienstaanwijzingen zoals ‘urgent’, ‘lx’ (afleveren op een luxe formulier)
- het afleveradres
- de inhoud en eventuele ondertekening.

Omdat bij volbetaalde telegrammen per woord betaald wordt is het zaak de tekst zo kort mogelijk te houden (telegramstijl). Leestekens als punten en komma’s worden als een extra woord gerekend en daarom weinig gebruikt.
Vaak wordt beweerd dat dit een reden was om het woord STOP te gebruiken in plaats van een punt. Maar ook voor het woord STOP moest betaald worden. Hoewel een tekst met het woord STOP erin door bijna iedereen wordt geassocieerd met een telegramtekst blijkt dat in de praktijk niet vaak voor te komen. Er is een theorie dat STOP vooral gebruikt werd in militaire telegrammen om een zin duidelijk af te ronden en daarmee misverstanden te voorkomen.
Lokale telegrammen werden ook wel verstuurd per buizenpost (pneumatische telegraaf) in de tweede helft van de 19e eeuw toen grote steden als Berlijn, Parijs, Londen en New York over een dergelijk netwerk beschikten.

## Tegenwoordig
Telegrammen zijn in onbruik geraakt door de invoer van e-mail (en daarvoor de fax), waardoor berichten sneller en goedkoper verzonden kunnen worden. Telegramdiensten zijn evenwel nog steeds in werking, en telegrammen onderscheiden zich van andere communicatiemedia doordat ze door een bode persoonlijk bij de ontvanger afgeleverd worden, zo nodig binnen een halfuur en (in tegenstelling tot post) desgewenst op zondag en op feestdagen. Tegenwoordig worden telegrammen voornamelijk verstuurd bij bijzondere gelegenheden zoals trouwerijen en jubilea. Ook voor officiële felicitaties en condoleances wordt soms een telegram gebruikt. Koningin Beatrix maakte bijvoorbeeld anno 2012 nog regelmatig gebruik van deze manier van communicatie om haar gelukwensen of medeleven over te brengen.
Ook binnen de diplomatieke dienst en het leger spelen telegrammen nog een rol. Door de gestructureerde opmaak zijn ze gemakkelijk op een centraal punt te verwerken. De techniek is simpel en leent zich goed voor gecodeerd berichtenverkeer. Bekend werd eind 2010 het telegramverkeer tussen Amerikaanse ambassades wereldwijd en het Amerikaanse ministerie van Buitenlandse Zaken in Washington, dat openbaar was gemaakt via de website van WikiLeaks. Het Witte Huis kwam met een afkeurende reactie, de publicatie werd "roekeloos en gevaarlijk" genoemd.

## Telegramdienst in Nederland
Vanaf 1852 werden in Nederland telegrammen aangenomen, verstuurd en bezorgd door de Rijkstelegraaf, later PTT (Posterijen, Telegrafie en Telefonie). Daarna tot 2001 door diens opvolger KPN Telecom. Sinds 2001 is de telegramdienst in Nederland in handen van Unitel in het Groningse Alteveer.

## Telegramdienst in België
In België konden elektrische telegrammen worden verstuurd van 1846 tot en met 29 december 2017. De eerste verbinding liep langs de spoorlijn Brussel-Antwerpen. Het beheer van de dienst werd aanvankelijk verzorgd door het Bestuur van Telegrafie, vanaf 1930 verzelfstandigd tot de Regie voor Telegrafie en Telefonie.
De optische telegraaf van Chappe was sinds mei 1803 in gebruik, hoofdzakelijk voor militaire communicatie.

## Telegramdienst in Frankrijk
In Frankrijk zette men de telegrafiediensten stop op 30 april 2018.